# Liste der Anime-Titel/N

## N
| Name                                                                                   | Alternative Namen | Veröffentlichungsjahr | Studio(s)                         |
| -------------------------------------------------------------------------------------- | --- | --------------------- | --------------------------------- |
| Nabari no Ō (26 Folgen)                                                                | 隠の王 | 2008 als Fernsehserie | J.C.Staff                         |
| Nagareboshi Lens (eine Folge)                                                          | 流れ星レンズ, Nagareboshi Renzu, Shooting Star☆Lens                                                                     | 2012 als OVA          | Advance Shakujii, Kinema Citrus   |
| Nagasarete Airantō (26 Folgen)                                                         | ながされて藍蘭島 | 2007 als Fernsehserie | feel.                             |
| Nageki no Kenkō Yūryōji (3 Folgen)                                                     | 嘆きの健康優良児, F³: Frantic, Frustrated & Female                                                                      | 1994 als OVA          | AIC, Pink Pineapple               |
| Nagi no Asukara (26 Folgen)                                                            | 凪のあすから | 2013 als Fernsehserie | P.A. Works                        |
| Najica (12 Folgen)                                                                     | ナジカ電撃作戦, Najica Dengeki Sakusen, Najica Blitz Tactics                                                            | 2001 als Fernsehserie | Studio Fantasia, Amber Film Works |
| Nambaka (13 Folgen)                                                                    | ナンバカ, Nanbaka | 2016 als Fernsehserie | Satelight                         |
| ↳ Nambaka (12 Folgen)                                                                  | ナンバカ, Nanbaka | 2017 als Fernsehserie | Satelight                         |
| Namiuchigiwa no Muromi-san (13 Folgen)                                                 | 波打際のむろみさん | 2013 als Fernsehserie | Tatsunoko Pro                     |
| Nana (47 Folgen)                                                                       | ナナ | 2006 als Fernsehserie | Madhouse                          |
| Nananin no Ayakashi – Chimi Chimi Mōryō!! Gendai Monogatari (? Folgen)                 | ななにんのあやかし -ちみちみ魍魎!!現代物語-                                                                             | 2017 als Fernsehserie | DLE                               |
| Nanaka 6/17 (13 Folgen)                                                                | ななか６／１７ | 2003 als Fernsehserie | J.C.Staff                         |
| Nanako Katai Shinsho (6 Folgen)                                                        | 菜々子解体診書, Amazing Nurse Nanako                                                                                    | 1999 als OVA          | Radix                             |
| Nanatsuiro Drops (12 Folgen)                                                           | ななついろ★ドロップス, Nanatsuiro Duroppusu                                                                             | 2007 als Fernsehserie | Studio Barcelona                  |
| Nar Doma (26 Folgen)                                                                   | ナルどマ, Naru Doma | 2015 als Fernsehserie | Kachidoki Studio                  |
| Narue no Sekai (12 Folgen)                                                             | 成恵の世界 | 2003 als Fernsehserie | Studio Live                       |
| Naru Taru (13 Folgen)                                                                  | なるたる ～骸なる星・珠たる子～, Naru Taru – Mukuro Naru Hoshi, Tama Taru Ko                                            | 2003 als Fernsehserie | Planet                            |
| Naruto (220 Folgen)                                                                    | ナルト | 2002 als Fernsehserie | Studio Pierrot                    |
| ↳ Naruto Special: Akaki Yotsuba no Clover o Sagase (eine Folge)                        | ナルト 紅き四つ葉のクローバーを探せ                                                                                     | 2003 als OVA          | Studio Pierrot                    |
| ↳ Takigakure no Shitō Ore ga Eiyū Dattebayo! (eine Folge)                              | 滝隠れの死闘 オレが英雄だってばよ!                                                                                      | 2004 als OVA          | Studio Pierrot                    |
| ↳ Gekijōban Naruto: Daikatsugeki! Yuki-hime Nimpōchō Dattebayo!!                       | 劇場版ＮＡＲＵＴＯ（ナルト） 大活劇！雪姫忍法帖だってばよ!!                                                             | 2004 als Film         | Studio Pierrot                    |
| ↳ Naruto: Konoha no Sato no Daiundōkai                                                 | -ナルト- 木ノ葉の里の大うん動会                                                                                         | 2004 als Film         | Studio Pierrot                    |
| ↳ Gekijōban Naruto: Daigekitotsu! Maboroshi no Chitei Iseki Dattebayo                  | 劇場版NARUTO - 大激突！幻の地底遺跡だってばよ                                                                           | 2005 als Film         | Studio Pierrot                    |
| ↳ Tsuini Gekitotsu! Jōnin tai Genin!! Musabetsu Dairansen Taikai Kaisai!! (eine Folge) | ついに激突！上忍VS下忍！！無差別大乱戦大会開催！！                                                                      | 2005 als OVA          | Studio Pierrot                    |
| ↳ Gekijōban Naruto: Daikōfun! Mikazuki-jima no Animal Panic Dattebayo                  | 劇場版NARUTO-ナルト- 大興奮！みかづき島のアニマル騒動だってばよ                                                         | 2006 als Film         | Studio Pierrot                    |
| ↳ Naruto Shippūden (500 Folgen)                                                        | NARUTO -ナルト- 疾風伝                                                                                                  | 2007 als Fernsehserie | Studio Pierrot                    |
| ↳ Naruto Shippūden                                                                     | 劇場版 NARUTO -ナルト- 疾風伝                                                                                           | 2007 als Film         | Studio Pierrot                    |
| ↳ Naruto Shippūden: Kizuna                                                             | 劇場版 NARUTO -ナルト- 疾風伝 絆                                                                                        | 2008 als Film         | Studio Pierrot                    |
| ↳ Naruto Shippūden: Hi no Ishi o Tsugumono                                             | 劇場版 NARUTO -ナルト- 疾風伝 火の意志を継ぐ者                                                                          | 2009 als Film         | Studio Pierrot                    |
| ↳ Naruto Shippūden: The Lost Tower                                                     | 劇場版 NARUTO -ナルト- 疾風伝 ザ・ロストタワー, Gekijōban Naruto Shippūden: Za Rosuto Tawā                              | 2010 als Film         | Studio Pierrot                    |
| ↳ Gekijōban Naruto: Blood Prison                                                       | 劇場版 NARUTO -ナルト- ブラッド・プリズン, Gekijōban Naruto: Buraddo Purizun                                            | 2011 als Film         | Studio Pierrot                    |
| ↳ Road to Ninja: Naruto the Movie                                                      | ROAD TO NINJA -NARUTO THE MOVIE-                                                                                        | 2012 als Film         | Studio Pierrot                    |
| ↳ Naruto SD: Rock Lee no Seishun Full-Power Ninden (51 Folgen)                         | NARUTO -ナルト- SD ロック・リーの青春フルパワー忍伝, Naruto SD: Rokku Rī no Seishun Furu Pawā Ninden                    | 2012 als Fernsehserie | Studio Pierrot                    |
| ↳ Boruto – Naruto The Movie                                                            | BORUTO -NARUTO THE MOVIE-                                                                                               | 2016 als Film         | Studio Pierrot                    |
| Nasu – Sommer in Andalusien                                                            | 茄子 アンダルシアの夏, Nasu - Andalusia no Natsu                                                                        | 2003 als Film         | Madhouse                          |
| ↳ Nasu: Suitcase no Wataridori (eine Folge)                                            | 茄子 スーツケースの渡り鳥                                                                                               | 2007 als OVA          | Madhouse                          |
| Natsu no Arashi! (13 Folgen)                                                           | 夏のあらし！ | 2009 als Fernsehserie | Shaft                             |
| ↳ Natsu no Arashi! Akinai-chū (13 Folgen)                                              | 夏のあらし！春夏冬中 | 2009 als Fernsehserie | Shaft                             |
| Natsuiro Kiseki (12 Folgen)                                                            | 夏色キセキ | 2012 als Fernsehserie | Sunrise                           |
| Natsuiro no Sunadokei (2 Folgen)                                                       | 夏色の砂時計 | 2004 als OVA          | Picture Magic, Rikuentai          |
| Natsume Yūjinchō (13 Folgen)                                                           | 夏目友人帳 | 2008 als Fernsehserie | Brain’s Base                      |
| ↳ Zoku Natsume Yūjinchō (13 Folgen)                                                    | 続 夏目友人帳 | 2009 als Fernsehserie | Brain’s Base                      |
| ↳ Natsume Yūjinchō San (13 Folgen)                                                     | 夏目友人帳 参 | 2011 als Fernsehserie | Brain’s Base                      |
| ↳ Natsume Yūjinchō Shi (13 Folgen)                                                     | 夏目友人帳 肆 | 2012 als Fernsehserie | Brain’s Base                      |
| ↳ Natsume Yūjinchō: Itsuka Yuki no Hi ni (eine Folge)                                  | 夏目友人帳 いつかゆきのひに                                                                                             | 2014 als OVA          | Brain’s Base                      |
| ↳ Natsume Yūjinchō Go (12 Folgen)                                                      | 夏目友人帳 伍 | 2016 als Fernsehserie | Shuka                             |
| ↳ Natsume Yūjinchō Roku (11 Folgen)                                                    | 夏目友人帳 陸 | 2017 als Fernsehserie | Shuka                             |
| ↳ Nyanko-sensei to Hajimete no Otsukai (eine Folge)                                    | ニャンコ先生とはじめてのおつかい                                                                                        | 2013 als OVA          |                                   |
| Natsuyuki Rendezvous (11 Folgen)                                                       | 夏雪ランデブー, Natsuyuki Randebū                                                                                       | 2012 als Fernsehserie | Dōga Kōbō                         |
| Nausicaä aus dem Tal der Winde                                                         | 風の谷のナウシカ, Kaze no Tani no Naushika, Nausicaä of the Valley of the Wind                                          | 1984 als Film         | Studio Ghibli                     |
| Nazo no Kanojo X (13 Folgen)                                                           | 謎の彼女X | 2012 als Fernsehserie | Hoods Entertainment               |
| Needless (24 Folgen)                                                                   | ニードレス | 2009 als Fernsehserie | Madhouse                          |
| Neko Neko Nihonshi (? Folgen)                                                          | ねこねこ日本史 | 2016 als Fernsehserie | Joker Films                       |
| NekoparA (12 Folgen)                                                                   | ネコぱら, Nekopara | 2020 als Fernsehserie | Felix Film                        |
| Neo Angelique Abyss (12 Folgen)                                                        | ネオ アンジェリーク Abyss, Neo Anjerīku Abyss                                                                           | 2008 als Fernsehserie | Yumeta Company                    |
| ↳ Neo Angelique Abyss – Second Age (13 Folgen)                                         | ネオ アンジェリーク Abyss -Second Age-, Neo Anjerīku Abyss                                                              | 2008 als Fernsehserie | Yumeta Company                    |
| Neo Ranga (48 Folgen)                                                                  | 南海奇皇ネオランガ | 1998 als Fernsehserie | Studio Pierrot                    |
| Neon Genesis Evangelion (26 Folgen)                                                    | 新世紀エヴァンゲリオン, Shin Seiki Evangelion                                                                           | 1995 als Fernsehserie | Gainax, Tatsunoko Production      |
| ↳ Neon Genesis Evangelion: Death & Rebirth                                             | 新世紀エヴァンゲリオン 劇場版 DEATH & REBIRTH シト新生, Shin seiki Evangelion Gekijō-ban: Death & Rebirth Shito shinsei | 1997 als Film         | Gainax, Production I.G            |
| ↳ Neon Genesis Evangelion: End of Evangelion                                           | 新世紀エヴァンゲリオン 劇場版 THE END OF EVANGELION, Shin seiki Evangelion Gekijō-ban: The End of Evangelion            | 1997 als Film         | Gainax, Production I.G            |
| ↳ Evangelion: 1.11 – You Are (Not) Alone.                                              | ヱヴァンゲリヲン新劇場版:序, Evangerion Shin-Gekijōban: Jo                                                              | 2007 als Film         | Studio Khara                      |
| ↳ Evangelion: 2.22 – You Can (Not) Advance.                                            | ヱヴァンゲリヲン新劇場版:破, Evangerion Shin-Gekijōban: Ha                                                              | 2009 als Film         | Studio Khara                      |
| ↳ Evangelion: 3.33 – You Can (Not) Redo.                                               | ヱヴァンゲリヲン新劇場版：Q, Evangerion Shin-Gekijōban: Kyū                                                             | 2012 als Film         | Studio Khara                      |
| ↳ Evangelion: 3.0+1.01 – Thrice Upon a Time                                            | シン・エヴァンゲリオン劇場版 𝄇, Shin Evangerion Gekijōban                                                               | 2021 als Film         | Studio Khara                      |
| Neppū Kairiku Bushi Road (eine Folge)                                                  | 熱風海陸ブシロード, Neppū Kairiku Bushi Rōdo                                                                            | 2014 als Special      | Kinema Citrus, Orange             |
| Nerawareta Gakuen                                                                      | ねらわれた学園 | 2012 als Film         | Sunrise                           |
| Netoge no Yome wa Onnanoko ja Nai to Omotta? (12 Folgen)                               | ネトゲの嫁は女の子じゃないと思った?                                                                                     | 2016 als Fernsehserie | Project No.9                      |
| New Game! (12 Folgen)                                                                  | NEW GAME! | 2016 als Fernsehserie | Dōga Kōbō                         |
| New Game!! (12 Folgen)                                                                 | NEW GAME!! | 2017 als Fernsehserie | Dōga Kōbō                         |
| NHK ni Yōkoso! (24 Folgen)                                                             | N・H・Kにようこそ！ | 2006 als Fernsehserie | Gonzo                             |
| Nichijou (26 Folgen)                                                                   | 日常, Nichijō, My Ordinary Life                                                                                         | 2011 als Fernsehserie | Kyōto Animation                   |
| NieA_7 (13 Folgen)                                                                     | ニアアンダーセブン, NieA under 7                                                                                        | 2000 als Fernsehserie | GENCO, Triangle Staff             |
| Nier: Automata Ver1.1a (13 Folgen)                                                     | ニーア オートマタ Ver1.1a, Nia Otomata Ver1.1a                                                                          | 2023 als Fernsehserie | A-1 Pictures                      |
| Nightwalker (12 Folgen)                                                                | Night Walker – 真夜中の探偵-, Nightwalker: The Midnight Detective                                                       | 1998 als Fernsehserie | AIC                               |
| Nihonichi no Momotaro                                                                  | 日本一の桃太郎, Momotaro Is Japan's Greatest                                                                            | 1928 als Kurzfilm     | Takamasa Eiga                     |
| Niklaas, ein Junge aus Flandern (52 Folgen)                                            | フランダースの犬, Flanders no Inu                                                                                       | 1975 als Fernsehserie | Nippon Animation                  |
| Ningen Dobutsuen                                                                       | | 1962 als Kurzfilm     |                                   |
| Ningyo no Mori (eine Folge)                                                            | 人魚の森 | 1991 als OVA          | Studio Pierrot                    |
| ↳ Ningyo no Kizu (eine Folge)                                                          | 人魚の傷 | 1993 als OVA          | Madhouse                          |
| ↳ Mermaid Forest (13 Folgen)                                                           | 高橋留美子劇場 人魚の森, Takahashi Rumiko Gekijō: Ningyo no Mori                                                        | 2003 als Fernsehserie | TMS Entertainment                 |
| Ninin ga Shinobuden (12 Folgen)                                                        | ニニンがシノブ伝 | 2004 als Fernsehserie | Ufotable                          |
| Ninja Gaiden (eine Folge)                                                              | 忍者龍剣伝 | 1991 als OVA          | Studio Junio                      |
| Ninja Girl & Samurai Master (? Folgen)                                                 | 信長の忍び, Nobunaga no Shinobi                                                                                         | 2016 als Fernsehserie | TMS Entertainment, V1 Studio      |
| Ninja Mono (2 Folgen)                                                                  | Ninja者, Ninja Cadets                                                                                                   | 1996 als OVA          | AIC                               |
| Ninja Resurrection (2 Folgen)                                                          | 魔界転生, Makai Tensho                                                                                                  | 1998 als OVA          | Phoenix Entertainment             |
| Ninja Scroll                                                                           | 獣兵衛忍風帖, Jūbei Nimpūchō                                                                                            | 1993 als Film         | Madhouse                          |
| ↳ Ninja Scroll – Die Serie (13 Folgen)                                                 | 獣兵衛忍風帖＜龍宝玉篇＞, Jūbei Nimpūchō <Ryūhōgyoku Hen>                                                               | 2003 als Fernsehserie | Madhouse                          |
| Ninja Slayer: From Animation (26 Folgen)                                               | ニンジャスレイヤー フロムアニメイシヨン, Ninja Sureiyā: Furomu Animeishon                                               | 2015 als Fernsehserie | Trigger                           |
| Nippon Banzai                                                                          | ニッポンバンザイ | 1943 als Kurzfilm     | Asahi Eigasha                     |
| Nijū Mensō no Musume (22 Folgen)                                                       | 二十面相の娘 | 2008 als Fernsehserie | Bones, Telecom Animation Film     |
| Nisekoi (20 Folgen)                                                                    | ニセコイ | 2014 als Fernsehserie | Shaft                             |
| ↳ Nisekoi: (12 Folgen)                                                                 | ニセコイ: | 2015 als Fernsehserie | Shaft                             |
| No Game No Life (12 Folgen)                                                            | ノーゲーム・ノーライフ                                                                                                  | 2014 als Fernsehserie | Madhouse                          |
| No Game No Life Zero                                                                   | ノーゲーム・ノーライフ ゼロ                                                                                             | 2017 als Film         | Madhouse                          |
| No. 6 (11 Folgen)                                                                      | NO.6 | 2011 als Fernsehserie | Bones                             |
| Nobunaga Concerto (10 Folgen)                                                          | 信長協奏曲, Nobunaga Kontseruto                                                                                         | 2014 als Fernsehserie |                                   |
| Nobunaga the Fool (24 Folgen)                                                          | ノブナガ・ザ・フール, Nobunaga za Fūru                                                                                  | 2014 als Fernsehserie | Satelight                         |
| Nobunagun (13 Folgen)                                                                  | ノブナガン, Nobunagan                                                                                                   | 2014 als Fernsehserie | Bridge                            |
| Nodame Cantabile (23 Folgen)                                                           | のだめカンタービレ | 2007 als Fernsehserie | J.C.Staff                         |
| ↳ Nodame Cantabile: Paris-hen (11 Folgen)                                              | のだめカンタービレ 巴里編                                                                                               | 2008 als Fernsehserie |                                   |
| Noein: Mō Hitori no Kimi e (24 Folgen)                                                 | ウルトラマニアック | 2005 als Fernsehserie | Satelight                         |
| Nogizaka Haruka no Himitsu (12 Folgen)                                                 | 乃木坂春香の秘密 | 2008 als Fernsehserie | Studio Barcelona                  |
| ↳ Nogizaka Haruka no Himitsu: Purezza (12 Folgen)                                      | 乃木坂春香の秘密 ぴゅあれっつぁ♪, Nogizaka Haruka no Himitsu: Pyuarettsa                                                | 2009 als Fernsehserie | Diomedéa                          |
| ↳ Nogizaka Haruka no Himitsu: Finale (4 Folgen)                                        | 乃木坂春香の秘密 ふぃな〜れ♪, Nogizaka Haruka no Himitsu: Fināre                                                        | 2012 als OVA          | Diomedéa                          |
| Noir (26 Folgen)                                                                       | ノワール, Nowāru | 2001 als Fernsehserie | Bee Train                         |
| No Money (4 Folgen)                                                                    | お金がないっ, Okane ga Nai                                                                                              | 2007 als OVA          | Lilix                             |
| Nonkina Tosan Ryugu Mairi                                                              | ノンキナトウサン竜宮参り, Easy Going Old Man Visits the Ryugu                                                           | 1925 als Kurzfilm     | Misugaya Eiga Seisakujo           |
| Non Non Biyori (12 Folgen)                                                             | のんのんびより | 2013 als Fernsehserie | Silver Link                       |
| ↳ Non Non Biyori Repeat (12 Folgen)                                                    | のんのんびより りぴーと                                                                                                 | 2015 als Fernsehserie | Silver Link                       |
| Nora, Princess, and Stray Cat (12 Folgen)                                              | ノラと皇女と野良猫ハート, Nora to Ōjo to Noraneko Hāto                                                                  | 2017 als Fernsehserie | DMM.futureworks, W-Toon Studio    |
| Noragami (12 Folgen)                                                                   | ノラガミ | 2014 als Fernsehserie | Bones                             |
| ↳ Noragami Aragoto (13 Folgen)                                                         | ノラガミ ARAGOTO | 2015 als Fernsehserie | Bones                             |
| Norakuro Gocho                                                                         | のらくろ伍長, Corporal Norakuro                                                                                         | 1934 als Kurzfilm     | Yokohama Cinema Kyokai            |
| Nōrin (12 Folgen)                                                                      | のうりん | 2014 als Fernsehserie | Silver Link                       |
| Norn9: Norn + Nonette (12 Folgen)                                                      | NORN9 ノルン+ノネット, NORN9: Norun + Nonetto                                                                           | 2016 als Fernsehserie | Kinema Citrus, Orange             |
| Now and Then, Here and There (13 Folgen)                                               | 今、そこにいる僕, Ima, Soko ni iru Boku                                                                                 | 1999 als Fernsehserie | AIC                               |
| Nozoki Ana (eine Folge)                                                                | ノ・ゾ・キ・ア・ナ | 2013 als OVA          | Studio Fantasia                   |
| Nurarihyon no Mago (26 Folgen)                                                         | ぬらりひょんの孫 | 2010 als Fernsehserie | Studio Deen                       |
| ↳ Nurarihyon no Mago – Sennen Makyō (26 Folgen)                                        | ぬらりひょんの孫 〜千年魔京〜                                                                                           | 2011 als Fernsehserie | Studio Deen                       |
| Nurse Witch Komugi-chan Majikarute (5 Folgen)                                          | ナースウィッチ小麦ちゃんマジカルて, Nurse Witch Komugi                                                                  | 2002 als OVA          | Tatsunoko Production              |
| ↳ Nurse Witch Komugi-chan Majikarute (eine Folge)                                      | ナースウィッチ小麦ちゃんマジカルて, Nurse Witch Komugi 2.5                                                              | 2003 als Special      | Tatsunoko Production              |
| ↳ Nurse Witch Komugi-chan R (12 Folgen)                                                | ナースウィッチ小麦ちゃんR                                                                                               | 2016 als Fernsehserie | Tatsunoko Production              |
| Nyan Koi! (12 Folgen)                                                                  | にゃんこい！ | 2009 als Fernsehserie | AIC                               |
| Nyanbō! (26 Folgen)                                                                    | にゃんぼー!, Nyanbō! | 2016 als Fernsehserie | Shiroguma                         |
| Nyani ga nyan dā Nyandā Kamen (83 Folgen)                                              | ニャニがニャンだーニャンダーかめん, Nyani ga nyandā Nyandā Kamen                                                        | 2000 als Fernsehserie | Sunrise                           |
| Nyanko Days (12 Folgen)                                                                | にゃんこデイズ, Nyanko Deizu                                                                                            | 2017 als Fernsehserie | EMT²                              |